# Hohenhameln
Hohenhameln est une commune d'Allemagne située en Basse-Saxe, dans l'arrondissement de Peine.

## Villages (quartiers) de la commune
- Bierbergen
- Bründeln
- Clauen
- Equord
- Harber
- Hohenhameln
- Mehrum
- Ohlum
- Rötzum
- Soßmar
- Stedum (Bekum)

## Jumelages
- Unisław (Pologne)
- Loppersum (Pays-Bas)
- Brandis (Allemagne)

## Sources
- (de) Cet article est partiellement ou en totalité issu de l’article de Wikipédia en allemand intitulé « Hohenhameln » (voir la liste des auteurs).